# Берни
Берни (фр. Bernis) насеље је и општина у јужној Француској у региону Лангдок-Русијон, у департману Гар која припада префектури Ним.
По подацима из 2011. године у општини је живело 3.194 становника, а густина насељености је износила 249,53 становника/km². Општина се простире на површини од 12,8 km². Налази се на средњој надморској висини од 12 метара (максималној 101 m, а минималној 16 m).

## Демографија
| 1962. | 1968. | 1975. | 1982. | 1990. | 1999. | 2011. |
| ----- | ----- | ----- | ----- | ----- | ----- | ----- |
| 929   | 1.081 | 1.480 | 2.220 | 2.502 | 2.657 | 3.194 |

График промене броја становника у току последњих година